# Trichoneura eleusinoides
Trichoneura eleusinoides är en gräsart som först beskrevs av Alfred Barton Rendle, och fick sitt nu gällande namn av Erik Leonard Ekman. Trichoneura eleusinoides ingår i släktet Trichoneura och familjen gräs. Inga underarter finns listade i Catalogue of Life.